# Esko Seppänen

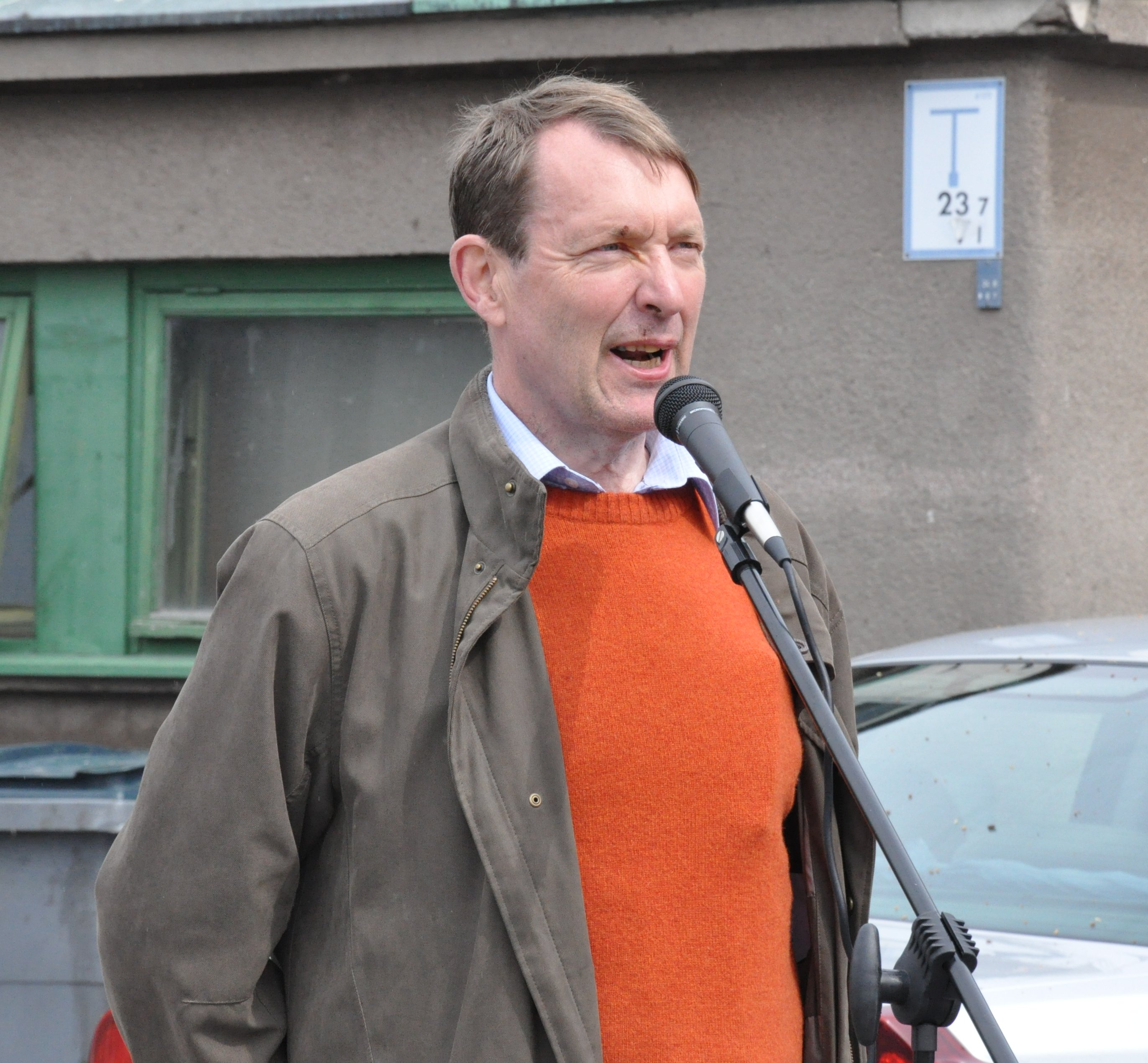
Esko Seppänen (2009)

Esko Seppänen (* 15. Februar 1946 in Oulu, Finnland) ist ein finnischer Politiker. Er war von 1996 bis 2009 Mitglied des Europäischen Parlaments für das finnische Linksbündnis, als Teil der Konföderalen Fraktion der Vereinigten Europäischen Linken.
Seppänen machte 1971 sein Staatsexamen in Wirtschaftswissenschaften. Von 1970 bis 1987 war er Journalist bei der Rundfunkanstalt Yleisradio. Anschließend wurde er Mitglied des finnischen Parlaments. 1996 wechselte er in das Europäische Parlament.

## Funktionen im EU-Parlament
Er hatte folgende Funktionen inne:
- Stellvertretender Vorsitzender in der Delegation im Parlamentarischen Kooperationsausschuss EU-Russland
- Mitglied im Haushaltsausschuss
- Stellvertreter im Ausschuss für Industrie, Forschung und Energie
- Stellvertreter im Haushaltskontrollausschuss
- Stellvertreter in der Delegation in den Parlamentarischen Kooperationsausschüssen EU-Kasachstan, EU-Kirgistan und EU-Usbekistan sowie für die Beziehungen zu Tadschikistan, Turkmenistan und der Mongolei